# Otto Saltzmann
Otto Saltzmann (* 14. Mai 1884 in Essen; † 5. Dezember 1965 in Holzhausen) war ein deutscher Schauspieler.

## Leben
Otto Saltzmann erhielt seine Ausbildung an der Hochschule für Musik in Berlin und durch Albert Fischer. Nach Anfängen in Hamburg, Königsberg, Münster und der Komischen Oper Berlin, kam er 1920 an die Städtischen Bühnen Leipzig, denen er etwa 40 Jahre angehörte und die ihn 1959 zum Ehrenmitglied ernannten.
Bereits 70-jährig arbeitete Saltzmann zum ersten Mal vor der Kamera, sein Filmdebüt gab er in dem DEFA-Streifen Kein Hüsung nach der Erzählung von Fritz Reuter. Zehn Jahre war er danach in verschiedenen Produktionen der DEFA und des Deutschen Fernsehfunks zu sehen, seine letzte Rolle spielte er in der Kinderbuchverfilmung Lütt Matten und die weiße Muschel.
Otto Saltzmann starb im Alter von 81 Jahren in Holzhausen, einem heutigen Stadtteil von Leipzig.

## Filmografie
- 1954: Kein Hüsung
- 1954: Stärker als die Nacht
- 1955: Sommerliebe
- 1955: 52 Wochen sind ein Jahr
- 1957: Schlösser und Katen
- 1959: Claudia
- 1959: Lysistrata oder Der Bettstreik der Athenerinnen
- 1961: Der Co-Pilot
- 1962: Tempel des Satans
- 1963: Karbid und Sauerampfer
- 1964: Lütt Matten und die weiße Muschel